# Pretenders (album)
Pretenders je první studiové album skupiny Pretenders. Vydáno bylo v lednu roku 1980 společností Real Records. Jeho producentem byl Chris Thomas, výjimkou je píseň „Stop Your Sobbing“, jíž produkoval Nick Lowe. Deska byla nahrána v roce 1979 v londýnských studiích Wessex Studios a Air Studios. V americké hitparádě Billboard 200 se umístilo na deváté pozici, zatímco v britské UK Albums Chart se dostalo až na první. Na začátku písně „The Phone Call“ je slyšet vytáčení telefonu velšského hudebníka a skladatele Johna Calea.

## Seznam skladeb
1. „Precious“ – 3:36
2. „The Phone Call“ – 2:29
3. „Up the Neck“ – 4:27
4. „Tattooed Love Boys“ – 2:59
5. „Space Invader“ – 3:26
6. „The Wait“ – 3:35
7. „Stop Your Sobbing“ – 2:38
8. „Kid“ – 3:06
9. „Private Life“ – 6:25
10. „Brass in Pocket“ – 3:04
11. „Lovers of Today“ – 5:51
12. „Mystery Achievement“ – 5:23

## Obsazení
The Pretenders
- Chrissie Hynde – zpěv, kytara
- Martin Chambers – bicí, doprovodné vokály
- Pete Farndon – baskytara, doprovodné vokály
- James Honeyman-Scott – kytara, klávesy, doprovodné vokály

Ostatní hudebníci
- Fred Berk – baskytara
- Geoff Bryant – lesní roh
- Henry Lowther – trubka
- Gerry Mackelduff – bicí
- Chris Mercer – saxofon
- Nigel Pegrum – bicí
- Chris Thomas – klávesy, zvukové efekty
- Jim Wilson – trubka